# Agnes Hiorth
Agnes Sofie Margaret Hiorth, född 5 maj 1899 i Kristiania, död 30 november 1984 i Oslo, var en norsk målare.

## Biografi
Agnes Hiorth växte upp i Kristania som  dotter till direktör Adam Severin Hiorth och Alice Mitchell Homan, som själv målade. Hon var elev till Pola Gauguin 1918–1920, till Axel Revold på Statens Kunstakademi 1925–1926 och senare till Georg Jacobsen. Med impressionistiskt bred pensel och harmonisk avstämd kolorit målade hon landskap, särskilt från Vestlandet och 
Bøyumbreen där naturen upplevs i ett dramatiskt spel mellan ljus och skugga. Hon har också målat motiv från Oslo och Italien.
Mest känd är hon för en lång rad träffsäkra porträtt, bland annat av Sofie Reimers (1928), Eugenia Kielland (1940), Nini Roll Anker (1937), Magnhild Haalke (1940) och Fartein Valen (1947). 
Hon har målat tre generationer av det norska kungahuset, kung Haakon VII (i Oslo rådhus, 1948) och kung Olav V (i Oslo Militære Samfund, 1948) samt kronprins Harald (på Smestad skole, 1950).
Agnes Hiorth är representerad på en lång rad museer och institutioner i Norge. I Nasjonalmuseet/Nasjonalgalleriet finns åtta målningar; landskap, ett självporträtt och andra porträtt.